# Бартольд, Фридрих Вильгельм
Фридрих Вильгельм Бартольд (4 сентября 1799, Берлин — 14 января 1858, Грайфсвальд) — немецкий историк.
Изучал богословие в Берлине, затем решил заняться историей, которую сначала изучал также в Берлине, затем учился во Вроцлавском университете. В 1826 году получил место обер-лектора в Collegium Fridericianum в Кёнигсберге. В 1831 году был назначен экстраординарным профессором в университете Грайфсвальда, с 1834 года до конца жизни — ординарный профессор. Его научные исследования были в основном сосредоточены на изучении истории Померании, особенно периода Тридцатилетней войны.
Сочинения Бартольда, по оценкам конца XIX века, хотя и не всегда безукоризненны по форме изложения, свидетельствуют о внимательном изучении и полны интересных подробностей.
Наиболее известные работы:
- «Der Roemerzug Koenig Heinrichs von Lutzelburg» (Кенигсберг, 1830—1831)
- «Geschichte von Rugen und Pommern» (Гамбург, 1839—1845, 4 тома)
- «Geschichte des grossen deutschen Kriegs vom Tode Gustav Adolfs ab» (Штутгарт, 1843)
- «Geschichte der deutsche Städte des deutschen Bürgertums» (Лейпциг, 1850—1852).